# 1991年9月逝世人物列表
1991年逝世人物列表：1月 - 2月 - 3月 - 4月 - 5月 - 6月 - 7月 - 8月 - 9月 - 10月 - 11月 - 12月
1991年9月逝世人物列表，是用於匯總1991年9月期間逝世人物的列表。

## 依日期排序

### 1日
- 奥托·艾舍，69歲，德國平面設計師和印刷師，交通事故。[1]
- 艾倫·格羅斯曼，80歲，加拿大政治家，癌症。[2]
- 路易士·內格隆·洛佩斯，82歲，波多黎各政治家。
- 漢尼拔瓦爾迪馬松，88歲，冰島政治家。

### 2日
- 阿諾德·切爾努舍維奇，58歲，蘇聯擊劍運動員和奧運獎牌得主。[3]
- 弗蘭蒂塞克·哈努斯，75歲，捷克演員。
- 蘿拉·萊丁，90歲，美國作家，心臟驟停。[4]
- 阿方索·加西亞·羅伯斯，80歲，墨西哥外交官，諾貝爾獎獲得者（1982年）。[5]

### 3日
- Jean Bourgoin，78歲，法國電影攝影師（《碧血長天》），奧斯卡獎得主（1963年）。[6]
- 法蘭克·卡普拉，94歲，義大利裔美國電影導演（《風雲人物》、《史密斯遊美京》、《一夜風流》）、奧斯卡獎得主（1935年、1937年、1939 年）、心臟病發作。[7]
- 愛德華多·科德羅（Eduardo Cordero），69歲，智利籃球運動員。[8]
- 福爾克·哈納克（Falk Harnack），78歲，德國電影導演。[9]
- 丹尼爾·普倫，86歲，波蘭-德國-英國網球運動員，阿爾茨海默病。

### 4日
- 查理·巴尼特，77歲，美國爵士樂音樂家。[10]
- 亨利·德·呂巴克，95歲，法國紅衣主教。[11]
- 阿澤勒斯·丹尼斯，84歲，加拿大政治家。
- 克努德·哈勒斯特，82歲，丹麥電影演員。
- 湯姆·特賴恩，65歲，美國演員、小說家，患有胃癌。[12]
- 多蒂·韋斯特，58歲，美國鄉村歌手，因交通事故引發並發症。[13]

### 5日
- Raymond Dronne，83歲，二戰期間的法國抵抗戰士。[14]
- Sharad Joshi，60歲，印度詩人、作家和諷刺作家。[15]
- 卡羅爾·卡利什（Carol Kalish），36歲，美國作家、編輯和漫畫書零售商，腦動脈瘤。
- Åke Nilsson，63歲，瑞典高山滑雪運動員和奧運選手。[16]
- 亞歷山大·普希寧，70歲，蘇聯畫家。
- Peter Slaghuis，30歲，荷蘭 DJ，唱片製作人和混音師，交通事故。[17]
- 法赫雷爾妮莎·扎伊德公主，90歲，土耳其藝術家。[18]

### 6日
- 尤金·博爾登，92歲，美國奧林匹克游泳運動員（1920年）。[19]
- 唐納德·亨利·加斯金斯，58歲，美國被定罪的連環殺手，被電椅處決。
- 鮑勃·戈德漢姆，69歲，加拿大冰球運動員。[20]
- 穆罕默德·諾亞·奧馬爾，93歲，馬來西亞政治家。
- 阿爾弗雷多·里佐，89歲，義大利演員。
- 羅伯特·斯托勒，66歲，美國精神病學家和研究員，交通事故。[21]

### 7日
- 巴迪·班克斯，81歲，美國爵士男高音薩克斯手、鋼琴家和樂隊領隊。
- 埃克托·內裡·卡斯塔涅達，66歲，瓜地馬拉裔美國哲學家和出版商。
- 約翰·克羅斯比，79歲，美國媒體評論家，癌症。[22]
- 約翰·H·勞倫斯，87歲，美國物理學家。[23]
- 埃德溫·麥克米蘭，83歲，美國物理學家，第一個合成鎰的人，諾貝爾獎獲得者（1951年），糖尿病併發症。[24]
- 金塔曼·戈文德·潘迪特，96歲，印度病毒學家和作家。
- 哈康·佩德森，84歲，挪威速度滑冰運動員和奧運選手。[25]
- 本·皮亞扎，58歲，美國演員[26]
- 拉維·納拉亞納·雷迪，83歲，印度共產主義政治家和農民領袖。

### 8日
- 奧德·布爾，84歲，挪威皇家空军上將。
- 布拉德·戴維斯，41歲，美國演員（《午夜快車》、《烈火戰車》、《霧港水手》），協助自殺。[27]
- 戈登·岡森，87歲，英格蘭足球運動員。[28]
- 拉蒂夫·卡里莫夫，84歲，亞塞拜然藝術家。
- 亞歷克斯·諾斯，80歲，美國電影作曲家（《慾望號街車》、《風雲羣英會》、《埃及艷后》），艾美奖得主（1976 年）。[29]
- 路易吉·帕雷森，73歲，義大利哲學家。[30]
- 麥克·雷諾茲，56歲，美國橄欖球運動員。
- 盧·羅森博格，87歲，美國棒球運動員。[31]

### 9日
- 孔切蒂·洛貝羅，67歲，義大利足球裁判和政治家。[32]
- 奧克·霍倫伯格，84歲，瑞典作家和翻譯家。[33]
- 以法蓮·瑞克，78歲，奧地利生物化學家，中風。[34]
- 亨利·H·斯塔爾，90歲，羅馬尼亞馬克思主義文化人類學家和社會歷史學家。[35]

### 10日
- 杰克·克劳福德，83歲，澳大利亞網球運動員。[36]
- 揚·約瑟夫·利普斯基，65歲，波蘭作家和政治家。
- 埃拉·佩科寧，66歲，芬蘭女演員。
- 安東尼奧·雷斯，64歲，葡萄牙電影導演、編劇和製片人。[37]
- 米歇爾·蘇特，59歲，瑞士電影導演和編劇，癌症。[38]

### 11日
- 蓋爾·博登，84歲，美國花樣滑冰運動員和奧運選手。[39]
- 魯道夫·凱撒，69歲，德國航空航天工程師。
- 約瑟夫·倫蓋留，77歲，羅馬尼亞足球運動員。[40]
- 維拉·利瑟姆，78歲，德國女演員。
- 維克托·泰格爾霍夫，72歲，斯洛伐克足球運動員兼教練。[41]

### 12日
- 第11代男爵伊萬·福布斯爵士，79歲，蘇格蘭貴族，全科醫生和農民。
- 伊達三郎，67歲，日本演員。
- 米爾頓·哈裡斯，85歲，美國化學家。[42]
- 弗朗茨·凱勒（Franz Keller），78歲，瑞士心理學家。
- 費利克斯·科納爾斯基，84歲，波蘭詩人、詞曲作者和歌舞表演者。
- 布魯斯·馬修斯（Bruce Matthews），82歲，加拿大軍官。
- 克裡斯·馮·埃裡希，21歲，美國職業摔跤手，自殺。[43]
- 哈蘭·伍德，84歲，美國生物化學家。[44]

### 13日
- 巴魯克·阿什拉格，84歲，波蘭拉比。
- 邁克爾·哈裡森，84歲，英國偵探和奇幻作家。[45]
- 羅伯特·歐文，78歲，英國指揮家。[46]
- 休伊·坎托爾，82歲，柬埔寨政治家，首相。
- 埃裡希·克恩，85歲，奧地利記者，二戰期間的納粹宣傳員，戰後新納粹分子。[47]
- 梅廷·奧克泰，55歲，土耳其足球運動員，交通事故。[48]
- 喬·帕斯捷爾納克，89歲，匈牙利裔美國電影導演，患有帕金森病。[49]
- 保羅·湯普森，84歲，加拿大冰球運動員。[50]

### 14日
- 柳大纲，87歲，中國化學家。
- 裘莉·博瓦索，61歲，美國女演員（《週末夜狂熱》、《大審判》、《月滿抱佳人》），癌症。[51]
- Heinz Budde，65歲，德國政治家和聯邦議院議員。
- Mieczysław Czechowicz，60歲，波蘭演員。[52]
- 約翰·金·費爾班克，84歲，美國歷史學家。[53]
- Moshe Goshen-Gottstein，66歲，德裔以色列語言學家。[54]
- 拉塞爾·萊恩斯（Russell Lynes），80歲，美國藝術史學家。[55]

### 15日
- 安德烈·巴魯克（André Baruch），83歲，法裔美國廣播電台主持人、解說員和體育播音員。
- 安托萬·布拉維爾，77歲，比利時足球裁判。
- 喬爾杰·博佐維奇，35歲，塞爾維亞黑幫和戰爭指揮官，中彈。
- 奧托·布吉施（Otto Buggisch），81歲，德國數學家。
- 彼得羅內拉·伯格霍夫，82歲，荷蘭奧林匹克體操運動員（1928年）。
- 斯莫基·伯吉斯（Smoky Burgess），64歲，美國棒球運動員。[56]
- 約翰·霍伊特，85歲，美國演員（《黑板叢林》、《凱撒大帝》、《當世界碰撞》），肺癌。[57]
- 路易士·米羅，78歲，西班牙足球運動員。
- 查爾斯·奧斯古德，74歲，美國心理學家、學者。[58]
- KH謝爾，63歲，德國科幻作家。[59]
- 蘇爾汗·辛特薩澤，66歲，喬治亞作曲家。

### 16日
- 歐內斯特·大衛斯（Ernest Davies），89歲，英國記者、作家和政治家。[60]
- 羅納德·德沃爾夫（Ronald DeWolf），57歲，美國作家，山達基評論家，糖尿病。[61]
- 穆里洛·盧比昂（Murilo Rubião），75歲，巴西作家。[62]
- 奧爾加·斯佩西夫采娃，96歲，俄羅斯芭蕾舞演員。[63]
- 卡羅爾·懷特（Carol White），48歲，英國女演員（《可憐的牛》（Poor Cow）、《我永遠不會忘記名字》（What's isname）、《修理工》（The Fixer））。[64]

### 17日
- 伯恩哈德·比肖夫，84歲，德國歷史學家、古文字學家和語言學家。[65]
- 齊諾·弗朗西斯卡蒂，89歲，法國小提琴家。[66]
- 弗蘭克·奈特，85歲，美國外科醫生。[67]
- 宋时轮，84歲，中國將軍。
- 約翰·托徹，65歲，英國工會會員和共產主義活動家。

### 18日
- 利蘭·貝爾，68歲，美國畫家，白血病。[68]
- 約翰·安東尼·多諾萬，80歲，加拿大裔美國羅馬天主教主教，心臟病。[69]
- 哈裡·桑德巴赫，88歲，英國學者。[70]
- 羅布·泰納，46歲，美國歌手（MC5），心臟病發作。[71]

### 19日
- 莉迪亞·卡佈雷拉，92歲，古巴裔美國民族志學家。[72]
- 尤里科·德·弗雷塔斯，89歲，巴西運動員和奧運選手。[73]
- 勒羅伊·萊姆克，55歲，美國政治家和律師。[74]
- 西奧多·麥克沃伊，86歲，英國皇家空軍軍官。

### 20日
- 里卡多·阿雷東多，42歲，墨西哥拳擊手。
- 安東·貝塞爾德，87歲，德國政治家。
- 理查·霍爾特，60歲，英國政治家。
- 切特·摩根，81歲，美國棒球運動員和經理。[75]
- 史蒂夫·皮克，77歲，美國棒球運動員。[76]
- 路易斯·克萊德·斯托門，74歲，美國攝影師，電影導演和製片人，癌症。[77]
- 津田晴一郎，85歲，日本長跑運動員和奧運選手。[78]

### 21日
- 戈登·巴什福德（Gordon Bashford），75歲，英國汽車設計師。
- 保羅·亨利·朗（Paul Henry Lang），90歲，匈牙利裔美國音樂學家和音樂評論家。[79]
- 亨利·勒莫萬，82歲，法國自行車運動員。[80]
- 米爾扎·馬蘇德 （Mirza Masood），82歲，印度曲棍球運動員和奧運冠軍。[81]
- 安特·帕拉季克，48歲，克羅埃西亞政治家，遇刺身亡。
- 安傑洛·羅西托，83歲，美國演員（畸形人）。
- 阿爾瓦羅，59歲，巴西足球運動員和經理。

### 22日
- 蒂諾·卡薩爾，41歲，西班牙歌手、詞曲作者和製作人，交通事故。[82]
- 雷·希里安，52歲，盧森堡奧運會拳擊手（1960年）。[83]
- 路易斯·杜高格斯，73歲，法國足球運動員和足球經理。[84]
- 葉夫根尼·伊萬諾夫斯基，73歲，蘇聯將軍。
- 杜爾加·霍特，86歲，印度女演員。[85]

### 23日
- 查爾斯·V·丁利，51歲，美國色情片和B級片製片人、編劇和導演。[86]
- 哈麗特·哈蒙德（Harriet Hammond），91歲，美國无声电影女演員。
- 包玉剛，72歲，香港商人。
- 哈羅德·菲爾普斯，88歲，美國長跑運動員。[87]
- 基思·羅伯遜（Keith Robertson），77歲，美國作家，癌症。[88]
- 菲利普·維撒克，76歲，荷蘭自行車運動員。[89]

### 24日
- 尤西夫·阿利耶夫，21歲，阿塞拜疆士兵和戰爭英雄，陣亡。
- 波列斯瓦夫·巴納斯，79歲，波蘭奧運會擊劍運動員（1948年）。[90]
- 彼得·貝拉米，47歲，英國歌手，自殺。
- 瑪麗勞倫斯，73歲，美國女演員，肺炎。[91]
- Dom Orejudos，58歲，美國編舞，艾滋病。
- 蘇斯博士，87歲，美國兒童作家（《帽子裡的貓》、《格林奇如何偷走耶誕節》、《綠雞蛋和火腿》）、癌症。[92]
- 喬伊斯·斯蒂爾，82歲，澳大利亞政治家。

### 25日
- 勒萊·安德森，85歲，美國政治家，美国众议院議員（1957—1961年）。[93]
- 克劳斯·巴比，77歲，德法混血戰犯，癌症。[94]
- 薇薇安·羅曼斯，79歲，法國女演員。[95]
- 安妮塔·特拉維西，54歲，瑞士歌手。
- 斯坦利·沃特斯，71歲，加拿大政治家。
- 特德·A·威爾斯，84歲，美國飛機工程師。

### 26日
- 倫納德·J·查伯特，58歲，美國政治家。
- 赫爾穆特·科爾，48歲，奧地利足球裁判和屠夫，癌症。[96]
- 本傑明·A·史密斯二世，75歲，美國政治家，美國參議院議員（1960-1962）。[97]
- 比利·沃恩，72歲，美國歌手，腹膜癌。

### 27日
- 羅伊·富勒，79歲，英國作家。[98]
- 加里·格倫，36歲，美國歌曲作家，腎衰竭。
- 理查德·戈德納，83歲，羅馬尼亞裔澳大利亞小提琴家、教育家和發明家。
- 佛洛伊德赫德爾斯頓，73歲，美國歌曲作家、編劇和電視製片人。[99]
- 喬·休姆，87歲，英國足球運動員和板球運動員。[100]
- 史特凡·基謝萊夫斯基，80歲，波蘭作家、作曲家和政治家。[101]
- 埃里克·利平斯基，83歲，波蘭藝術家。[102]
- 乌娜·奥尼尔，66歲，美國社交名媛，查理卓別林的遺孀，胰腺癌。[103]
- 羅伯托·羅哈斯，35歲，秘魯足球運動員，交通事故。
- 阿洛伊斯·范斯坦基斯特，63歲，比利時自行車賽車手。
- 奧伊文德·文納勒德，72歲，挪威電影製片人。

### 28日
- 歐仁·博扎，86歲，法國作曲家和小提琴家。[104]
- 克利福德·坎貝爾，99歲，牙買加政治家，總督（1962-1973）。
- 奧林·哈特菲爾德·奇爾森，87歲，美國科羅拉多州地區法院美國地區法官。
- 邁爾斯·大衛斯，65歲，美國爵士音樂家，腦出血。[105]
- 埃利克·豪，81歲，英國作家。[106]
- 芭芭拉·羅斯·約翰斯，56歲，美國民權活動家，骨癌。[107]
- 彼得麥肯南，73歲，蘇格蘭足球運動員。[108]
- 尚卡爾·古哈·尼約吉，48歲，印度勞工領袖
- 頂果欽哲，81歲，不丹佛教精神導師和詩人。
- 艾爾·菲爾波特，72歲，美國政治家。[109]

### 29日
- 澤利米爾·巴克薩，34歲，南斯拉夫人民軍軍官，在行動中陣亡。
- 亨利·約瑟夫·凱利赫，95歲，紐西蘭商人。
- 羅傑·拉方丹，60歲，海地軍事領導人和政治家。[110]
- 艾德·莫里亞蒂，78歲，美國棒球運動員。[111]
- 盧諾瓦，78歲，美國拳擊手和演員，癌症。
- 格蕾絲·扎林·斯通，100歲，美國小說家和短篇小說作家。[112]
- 尤里·維克斯勒，51歲，蘇聯和俄羅斯電影攝影師。

### 30日
- 奧斯曼·阿利亞納克，79-80歲，土耳其演員和足球運動員。
- 斯文·巴特爾，88歲，瑞典作家、記者、戲劇評論家和翻譯家。[113]
- 什穆埃爾·戈南（Shmuel Gonen），61歲，以色列將軍。
- 威廉·阿爾伯特·希爾特納，77歲，美國天文學家。
- 金·萊文斯基，81歲，美國重量級拳擊手。
- 南希·韋爾福德（Nancy Welford），87歲，英裔美國女演員。[114]
- 托馬·茲德拉夫科維奇，52歲，南斯拉夫歌手，前列腺癌。
- 克雷爾·蔡斯勒（Claire Zeisler），88歲，美國纖維藝術家。[115]